# بيستريي إستوك (ألطاي كراي)
بيستريي إستوك (بالروسية: Быстрый Исток) هي مدينة في مقاطعة ألطاي كراي في روسيا. يبلغ عدد سكانها حوالي 4335 نسمة.